# Bremgarten
Bremgarten (toponimo tedesco) è un comune svizzero di 7 769 abitanti del Canton Argovia, nel distretto di Bremgarten del quale è capoluogo; ha lo status di città.

## Geografia fisica
Sul suo territorio scorre il fiume Reuss.

## Storia
IL1° gennaio 2014 ha inglobato il comune soppresso di Hermetschwil-Staffeln.
Dal 2017 il borgo, grazie alla sua particolare bellezza architettonica, la sua storia e la posizione privilegiata in cui si trova è entrato a far parte dell'associazione "I borghi più belli della Svizzera".

## Monumenti e luoghi d'interesse

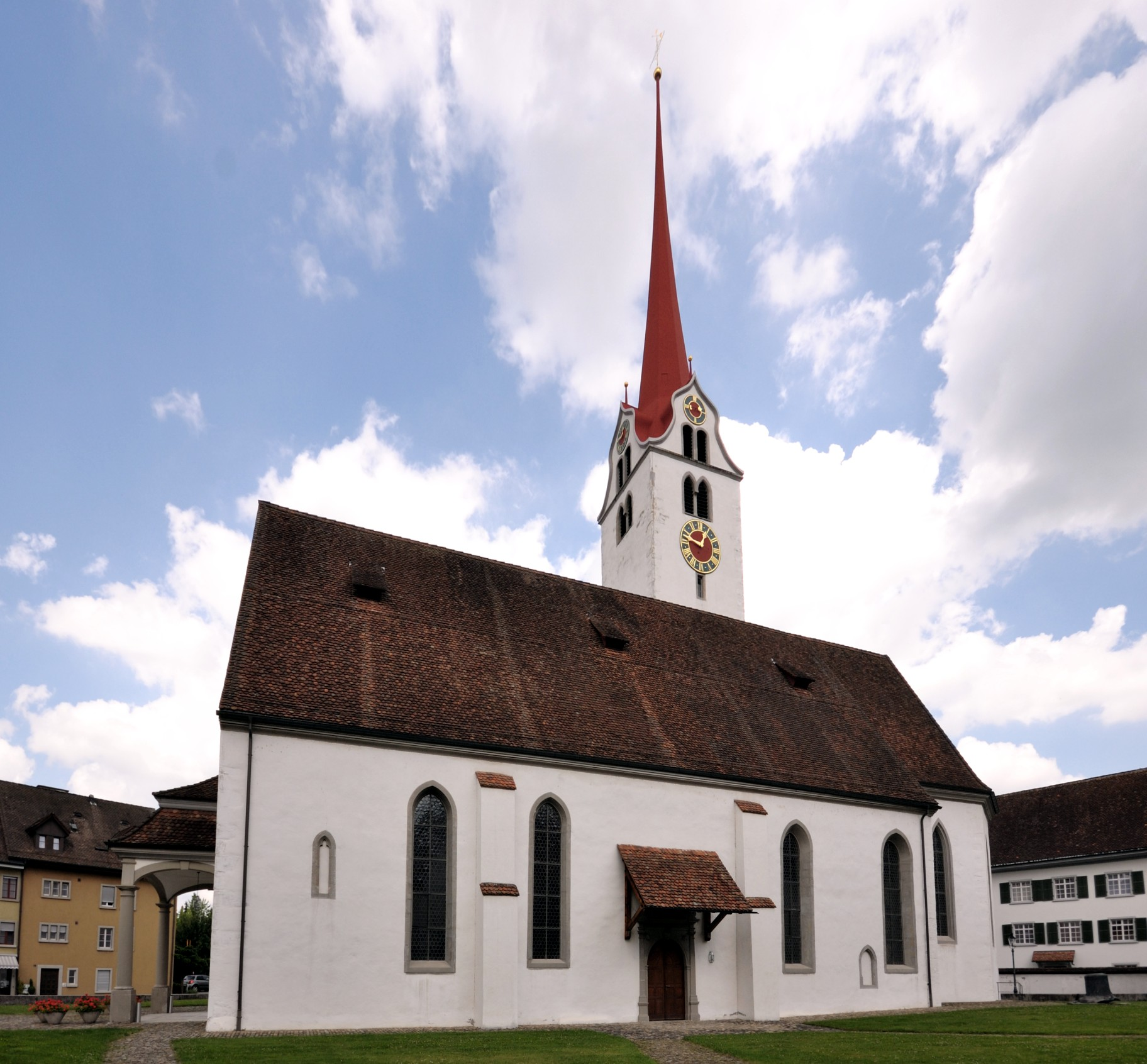
La chiesa cattolica dei Santi Maria Maddalena e Nicolao

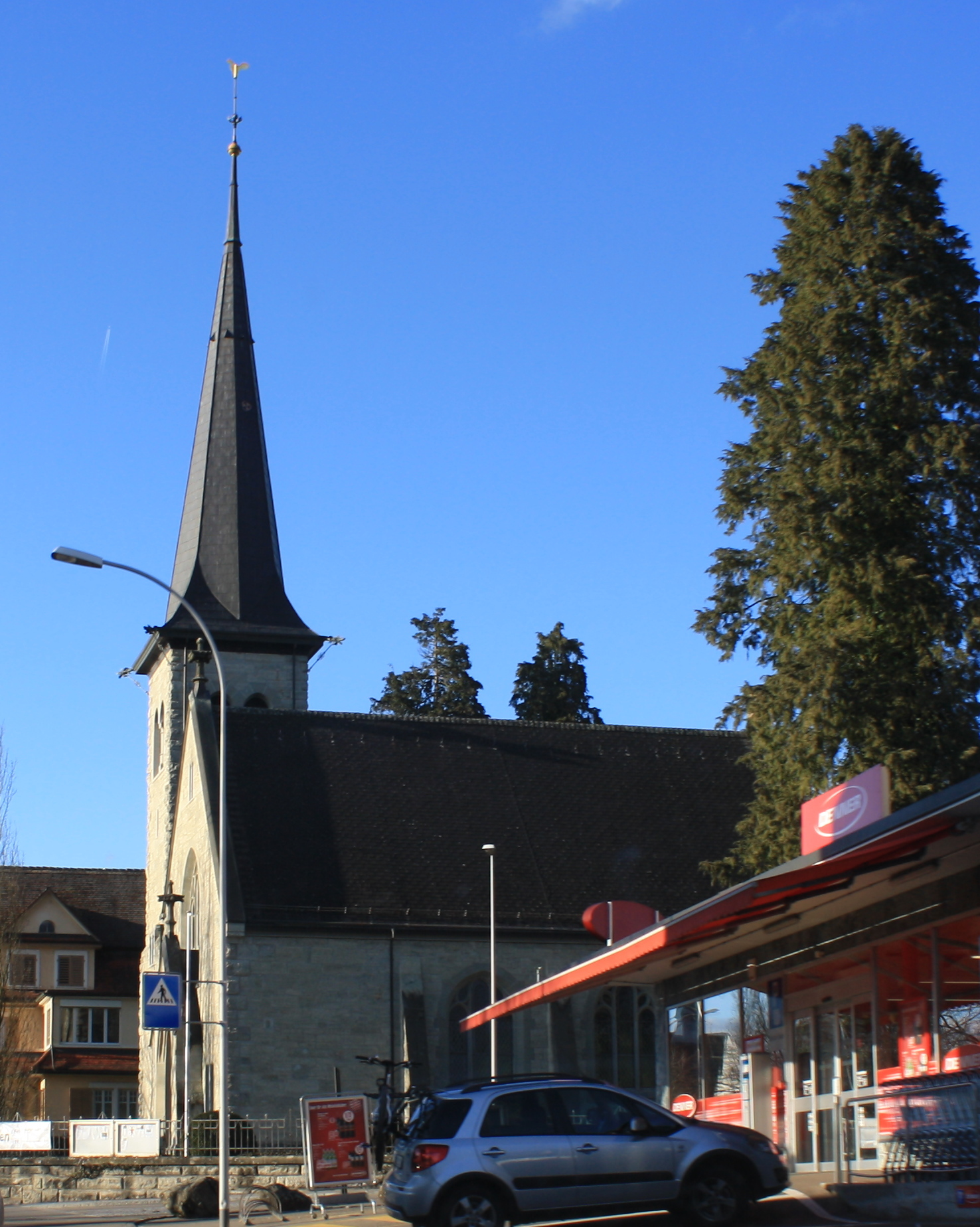
La chiesa riformata

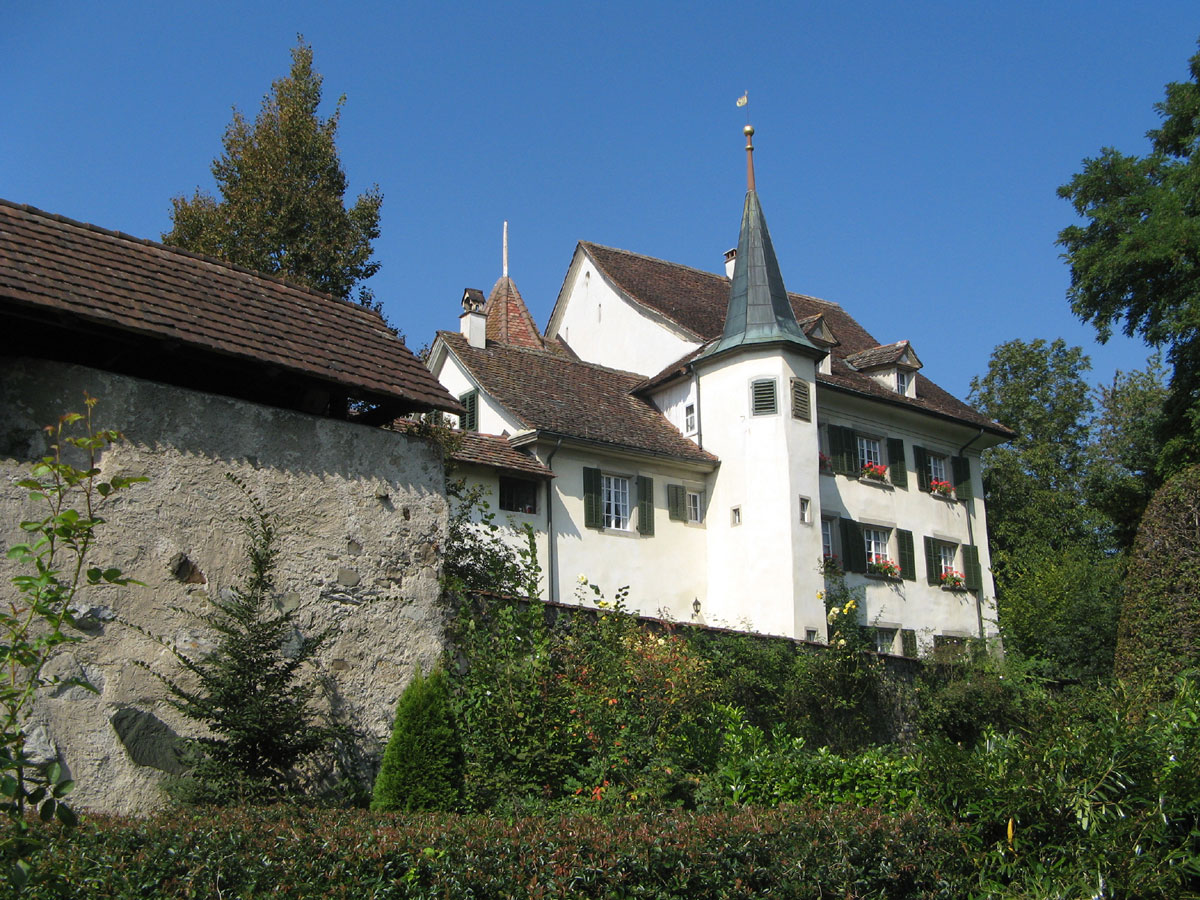
Il castello di Bremgarten

- Chiesa cattolica dei Santi Maria Maddalena e Nicolao, eretta nell'XI secolo e ricostruita nel XIII secolo, nel 1343-1382 e nel XVII secolo[1];
- Chiesa riformata, eretta nel 1900[1];
- Castello di Bremgarten (Schlössli), attestato dal 1238-1239[1];
- Diga di Bremgarten-Zufikon sul fiume Reuss, inaugurata nel 1975[senza fonte].

## Società

### Evoluzione demografica
L'evoluzione demografica è riportata nella seguente tabella:
Abitanti censiti

## Infrastrutture e trasporti

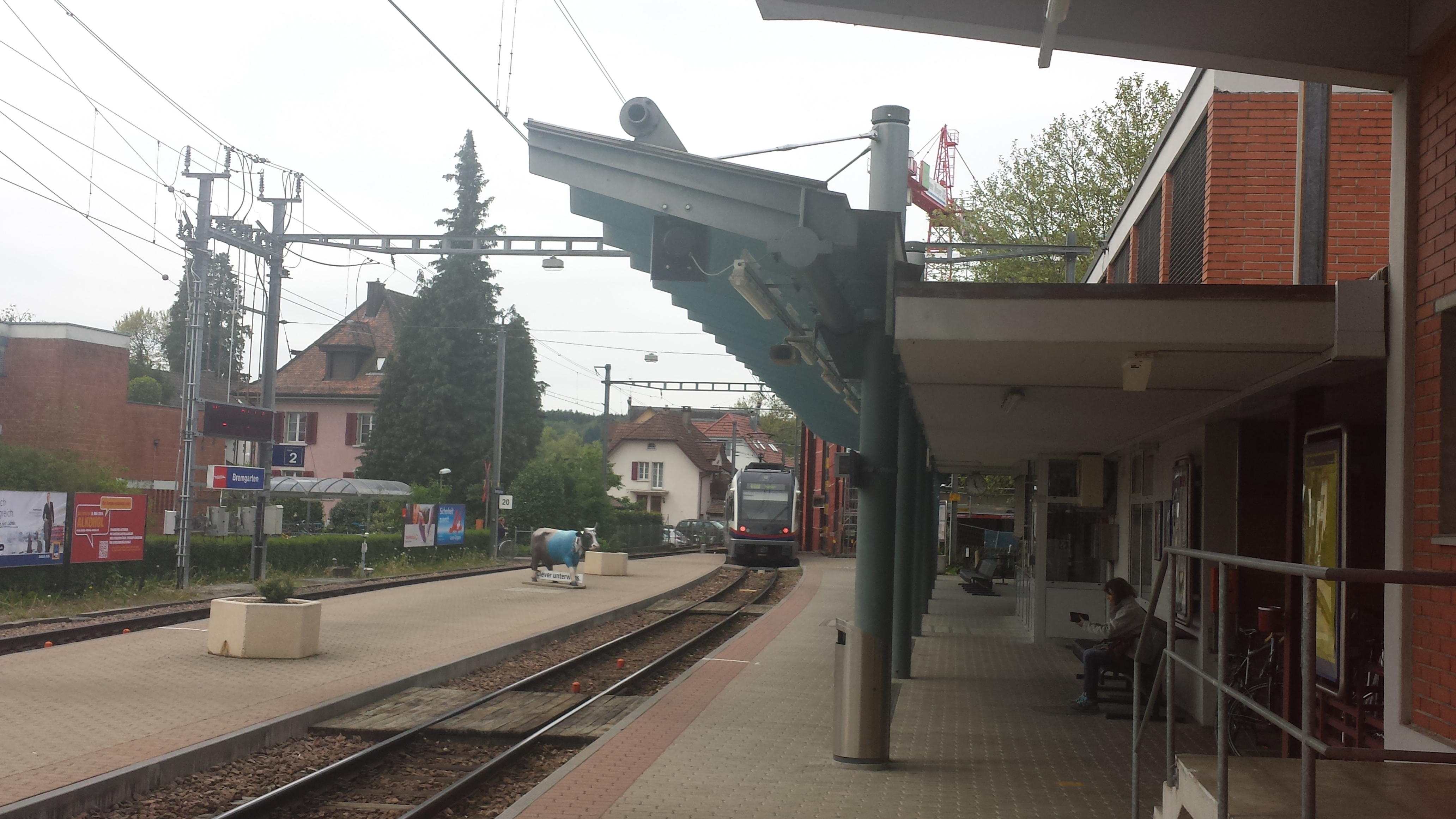
La stazione di Bremgarten

Bremgarten è servito dalle stazioni di Bremgarten, di Bremgarten Obertor e di Bremgarten West sulla Bremgarten-Dietikon-Bahn (linea S17 della rete celere di Zurigo).

## Amministrazione
Ogni famiglia originaria del luogo fa parte del cosiddetto comune patriziale e ha la responsabilità della manutenzione di ogni bene ricadente all'interno dei confini del comune.